# Eugenio Dittborn
Eugenio Dittborn Santa Cruz (Santiago de Chile, 1943) es un artista visual chileno. Ganador del Premio Nacional de Artes Plásticas en 2005.

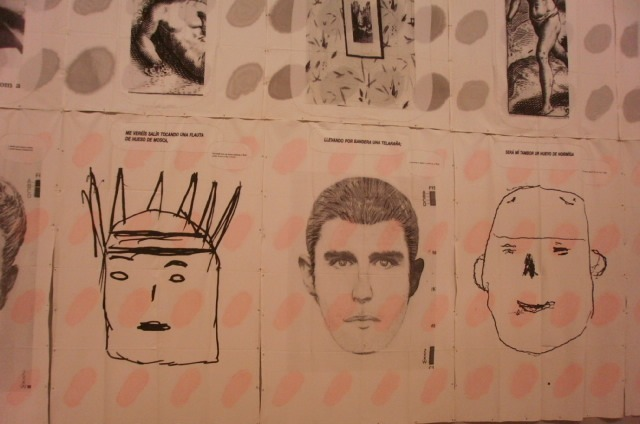
La cocina y la guerra, una de las obras más exitosas de Eugenio Dittborn

## Biografía
Hijo de Eugenio Dittborn Pinto, abogado y director del Teatro de Ensayo de la Universidad Católica de Chile, hermano a su vez del ingeniero Carlos Dittborn Pinto, uno de los organizadores de la Copa Mundial de Fútbol de 1962. Padre de Esperanza Dittborn y Margarita Dittborn, también artista visual chilena.  
Dittborn ingresa a estudiar a la escuela de bellas artes de la Universidad de Chile donde estudia dibujo, pintura y grabado entre 1961 y 1965. En 1966 se trasladó a Madrid, donde ingresa a la Escuela de Fotomecánica para estudiar litografía, estudios que continúa luego en Berlín, en la Universidad de las Artes de Berlín entre 1967 y 1969. Entre tanto también siguió cursos de pintura en la Ecole des Beaux Arts de París. En 1985 recibe una beca de la Fundación Guggenheim.
Una vez de regreso en Chile, durante la década de los 80 (durante la dictadura militar) comienza a destacar por su trabajo. Forma parte de la Escuela de Santiago, nombre con que un grupo de artistas se presentaban en algunas muestras. Junto a Dittborn en este grupo estaban Gonzalo Díaz Cuevas, Juan Domingo Dávila y Arturo Duclos.
También forma parte de la llamada Escena de Avanzada, que es el nombre propuesto por la teórica Nelly Richard para la escena artística en Santiago de Chile durante la dictadura militar, y que realiza un trabajo reflexivo sobre las condiciones políticas de la producción artística.
Entre sus obras más llamativas y reconocidas se encuentra sus Pinturas Aeropostales (1984), una serie de obras, entre pinturas y fotografías sobre papel, que eran plegadas, guardadas en sobres y enviadas por correos a diferentes lugares. Luego de llegar, las obras eran expuestas, exhibiendo las huellas del traslado, como las marcas de los pliegues y los sobres en los que iban guardadas.
Por su trabajo en la década de los 80 se convirtió en un referente para la escena artística chilena, tanto la de la década de los '90 como para la de comienzos del siglo XXI. En 2002 recibió el Premio Konex Mercosur de la Argentina como el mejor artista de la región de la década.

## Premios y distinciones
- 1975 - Segundo Premio de Gráfica y Dibujo, Primer Concurso Colocadora Nacional de Valores, Museo Nacional de Bellas Artes, Santiago, Chile.

- 1975 - Tercer Premio, Concurso El Sol 1976, Museo Nacional de Bellas Artes, Santiago, Chile.

- 1978 - Primer Premio Grabado, 3.ª Bienal de Artes Gráficas de la Universidad Católica de Chile, Santiago, Chile.

- 1985 - John Simon Guggenheim Memorial Foundation, Nueva York, Estados Unidos.

- 1987 - Segundo Premio Intergrafik 87, Berlín, Alemania.

- 2003 - Premio Konex de Artes Visuales, Mercosur, Buenos Aires, Argentina.

- 2005 - Premio Nacional de Artes Plásticas, Ministerio de Educación de Chile, Santiago, Chile.

- 2005 - Fondart, Ministerio de Educación, Santiago, Chile.